# 밀양 표충비
밀양 표충비(密陽 表忠碑)는 대한민국 경상남도 밀양시 무안면, 무안지서 바로 옆에 자리하고 있는 비석이다.
1972년 2월 12일 경상남도의 유형문화재 제15호 표충비으로 지정되었다가, 2018년 12월 20일 현재의 명칭으로 변경되었다.

## 개요
무안지서 바로 옆에 자리하고 있는 비로, 현재는 돌담이 둘러진 비각안에 보존되어 있다. 사명대사의 충절을 기리고 있는 비로, 일명 '사명대사비'라고도 불린다.
비는 네모난 받침돌 위로 비몸을 세우고, 맨 위에 머릿돌을 얹은 구조로, 특이하게도 비몸은 까만 대리석을 사용하였다. 비문에는 표충사(表忠寺)의 내력, 서산대사의 행적, 사명대사의 행적 등을 4면에 고루 새겨 놓아, 서산대사의 제자이기도 한 사명대사가 임진왜란 당시 스승의 뒤를 이어 의병을 일으켜 활약한 사실, 가토 기요마사와의 담판내용, 정유재란 이후 선조의 어명을 받들어 일본에 건너가 포로 3천여명을 데리고 온 사실 등을 적고 있다.
조선 영조 18년(1742)에 세운 비로, 이의현이 비문을 짓고, 김진상이 글씨를 썼다. 앞면 윗쪽에 새겨 놓은 비의 명칭은 유척기의 글씨이다. 국가에 큰 어려움이나 전쟁 등의 불안한 징조가 보일 때에 비에서 땀이 흐른다 하여 '땀 흘리는 표충비'로도 잘 알려져 있다. 이는 사명대사의 나라를 걱정하는 마음이 지금까지 전해진 결과라 하여 민간신앙의 대상이 되고 있다고 한다.

## 같이 보기
- 사명대사

## 참고 자료
- 밀양 표충비 - 국가유산청 국가유산포털